# Категорія Люстерника — Шнірельмана
Категорія Люстерника — Шнірельмана — характеристика топологічного простору {\displaystyle X} — мінімальне число {\displaystyle \operatorname {cat} X} таких замкнутих множин, якими можна покрити {\displaystyle X} і кожне з яких може бути стягнуто в точку за допомогою неперервної деформації в {\displaystyle X}. Категорія має важливе значення для варіаційного числення, так як вона оцінює знизу число стаціонарних (критичних) точок гладкої функції на замкнутому многовиді.

## Властивості
- Категорія Люстерника — Шнірельмана є гомотопічним інваріантом.
- {\displaystyle \operatorname {cat} \,\mathbb {R} \mathrm {P} ^{n}=n+1}, де {\displaystyle \mathbb {R} \mathrm {P} ^{n}} позначає {\displaystyle n}-вимірний дійсний проективний простір.
- {\displaystyle \operatorname {cat} X>\operatorname {long} X,} де когомологічна довжина {\displaystyle \operatorname {long} X} визначається як найбільше число класів когомологій позитивної розмірності, добуток яких відмінний від нуля.